# 4086 Podalirius
4086 Podalirius este un asteroid descoperit pe 9 noiembrie 1985 de Liudmila Juravliova.